# Sault-de-Navailles
 Sault-de-Navailles  es una población y comuna francesa, en la región de Aquitania, departamento de Pirineos Atlánticos, en el distrito de Pau y cantón de Orthez.

## Demografía
| 757 | 764 | 763 | 778 | 799 | 785 |
| Para los censos de 1962 a 1999 la población legal corresponde a la población sin duplicidades (Fuente: INSEE [Consultar]) |     |     |     |     |     |